# Non piangere più Argentina/Un'altra stagione
Non piangere più Argentina/Un'altra stagione è un singolo di Milva, pubblicato dalla Ricordi nel 1977.

## Non piangere più Argentina
Non piangere più Argentina è un adattamento italiano ad opera di Luigi Albertelli di Don't Cry for Me, Argentina, celebre brano tratto dal musical Evita, composto originariamente in inglese da Tim Rice ed Andrew Lloyd Webber. Il brano, prodotto ed arrangiato da Natale Massara fu inserito nell'album Milva.
In alcune interviste dell'epoca la cantante dichiarò che avrebbe voluto interpretare una versione italiana del musical nel ruolo di Evita Perón, progetto mai concretizzatosi

## Un'altra stagione
Un'altra stagione è la canzone pubblicata sul lato B del singolo, scritta da Mara Cantoni e Massimo Gallerani, su arrangiamenti di Massara, anch'essa inserita nell'album.

## Edizioni
Il singolo fu pubblicato in Italia con numero di catalogo SRL 10834 su etichetta Ricordi, ed anche in Germania ed Austra con stesso numero di catalogo 30.048 su etichetta Metronome. Il singolo fu distribuito su etichetta Ricordi/Hispavox anche in Spagna con numero di catalogo 45-1517.